# Championnats d'Asie de cyclisme 2016
Navigation
Championnats d'Asie 2015 Championnats d'Asie 2017
Les Championnats d'Asie de cyclisme 2016 ont lieu du 19 au 30 janvier 2016 à Izu au Japon. Deux disciplines sont au programme : le cyclisme sur route et le cyclisme sur piste.
La course en ligne masculine des espoirs est également la première épreuve de l'UCI Coupe des Nations U23 2016.

## Résultats des championnats sur route

### Épreuves masculines
| Hommes - Élites  |                        |                         |                      |
| Course en ligne  | Cheung King Lok        | Yukiya Arashiro         | Fumiyuki Beppu       |
| Contre-la-montre | Cheung King Lok        | Choe Hyeong-min         | Alireza Haghi        |
| Hommes - Espoirs |                        |                         |                      |
| Course en ligne  | Mehdi Rajabi           | Huỳnh Thanh Tùng        | Mohammad Ganjkhanlou |
| Contre-la-montre | Maral-Erdene Batmunkh  | Fung Ka Hoo             | Masaki Yamamoto      |
| Hommes - Juniors |                        |                         |                      |
| Course en ligne  | Dinmukhammed Ulysbayev | Thai Phan Hoang         | Kiyomasa Hanada      |
| Contre-la-montre | Vadim Pronskiy         | Amir Hossein Jamshidian | Ayumu Watanabe       |

### Épreuves féminines
| Femmes - Élites  |                  |                 |                   |
| Course en ligne  | Na Ah-reum       | Yixian Pu       | Mayuko Hagiwara   |
| Contre-la-montre | Mayuko Hagiwara  | Ju Mi Lee       | Yao Pang          |
| Femmes - Juniors |                  |                 |                   |
| Course en ligne  | Misuzu Shimoyama | Ting Ting Chang | Yumena Hoso       |
| Contre-la-montre | Ting Ting Chang  | Yin Yu Ma       | Chaniporn Batriya |

## Résultats des championnats sur piste
- (q) signifie que le coureur n'a pas participé à la finale pour la médaille.

### Épreuves masculines
| Épreuves               | Or                                                            | Argent                                                             | Bronze                                                                             |
| ---------------------- | ------------------------------------------------------------- | ------------------------------------------------------------------ | ---------------------------------------------------------------------------------- |
| Kilomètre              | Mohammad Daneshvar Khorram                                    | Shugo Hayasaka                                                     | Kim Woo-gyeom                                                                      |
| Keirin                 | Im Chae-bin                                                   | Xu Chao                                                            | Azizulhasni Awang                                                                  |
| Vitesse individuelle   | Im Chae-bin                                                   | Xu Chao                                                            | Azizulhasni Awang                                                                  |
| Vitesse par équipes    | Corée du Sud Kang Dong-jin Im Chae-bin Son Je-yong            | Chine Hu Ke Xu Chao Bao Saifei                                     | Japon Seiichiro Nakagawa Kazunari Watanabe Kazuki Amagai                           |
| Poursuite individuelle | Cheung King Lok                                               | Dias Omirzakov                                                     | Min Kyeong-ho                                                                      |
| Poursuite par équipes  | Chine Liu Hao Fan Yang Qin Chenlu Shen Pingan Xue Chaohua (q) | Japon Ryo Chikatani Kazushige Kuboki Hiroaki Harada Shogo Ichimaru | Corée du Sud Park Keon-woo Kim Ok-cheol Min Kyeong-ho Shin Don-gin Im Jae-yeon (q) |
| Course aux points      | Min Kyeong-ho                                                 | Cheung King Lok                                                    | Chen Chien-Liang                                                                   |
| Scratch                | Takuto Kurabayashi                                            | Robert Gaineyev                                                    | Park Keon-woo                                                                      |
| Américaine             | Corée du Sud Shin Don-gin Park Keon-woo                       | Hong Kong Cheung King Lok Leung Chun Wing                          | Kazakhstan Nikita Panassenko Robert Gaineyev                                       |
| Omnium                 | Eiya Hashimoto                                                | Artyom Zakharov                                                    | Liu Hao                                                                            |

### Épreuves féminines
| Épreuves               | Or                                                 | Argent                                                             | Bronze                                                    |
| ---------------------- | -------------------------------------------------- | ------------------------------------------------------------------ | --------------------------------------------------------- |
| 500 mètres             | Zhong Tianshi                                      | Lee Wai-sze                                                        | Hsiao Mei Yu                                              |
| Keirin                 | Lee Wai-sze                                        | Fatehah Mustapa                                                    | Lee Hyejin                                                |
| Vitesse individuelle   | Junhong Lin                                        | Lee Hyejin                                                         | Lee Wai-sze                                               |
| Vitesse par équipes    | Chine Gong Jinjie Zhong Tianshi                    | Corée du Sud Lee Hyejin Cho Sun-Young                              | Japon Takako Ishii Kayono Maeda                           |
| Poursuite individuelle | Huang Ting-ying                                    | Yang Qianyu                                                        | Son Eunju                                                 |
| Poursuite par équipes  | Chine Huang Dong Yan Ma Menglu Wang Hong Chen Lulu | Japon Sakura Tsukagoshi Minami Uwano Kisato Nakamura Yumi Kajihara | Corée du Sud Kim Youri Son Eunju Lee Joohee Kang Hyunkyun |
| Course aux points      | Huang Ting-ying                                    | Jupha Somnet                                                       | Minami Uwano                                              |
| Scratch                | Yumi Kajihara                                      | Huang Ting-ying                                                    | Jupha Somnet                                              |
| Omnium                 | Luo Xiao Ling                                      | Hsiao Mei Yu                                                       | Sakura Tsukagoshi                                         |

## Tableau des médailles
Les compétitions espoirs et juniors ne sont pas comptabilisées au tableau des médailles.
| Rang  | Nation         | Or | Argent | Bronze | Total |
| ----- | -------------- | -- | ------ | ------ | ----- |
| 1     | Corée du Sud   | 6  | 4      | 7      | 17    |
| 2     | Chine          | 6  | 3      | 1      | 10    |
| 3     | Japon          | 4  | 4      | 6      | 14    |
| 4     | Hong Kong      | 4  | 4      | 2      | 10    |
| 5     | Taipei chinois | 2  | 3      | 2      | 5     |
| 6     | Iran           | 1  | 0      | 1      | 2     |
| 7     | Kazakhstan     | 0  | 3      | 1      | 4     |
| 8     | Malaisie       | 0  | 2      | 3      | 5     |
| Total | Total          | 23 | 23     | 23     | 69    |

## Classement de l'UCI Coupe des Nations U23 2016
Ci-dessous, le classement de l'UCI Coupe des Nations U23 à l'issue de la première épreuve.
| Rang | Pays      | Points |
| ---- | --------- | ------ |
| 1    | Iran      | 8      |
| 2    | Viêt Nam  | 5      |
| 3    | Hong Kong | 1      |